# Franz Suida
Franz Suida (1807 – 31. března 1886 Žofiino údolí u Dědova) byl rakouský a český podnikatel a politik německé národnosti, v 2. polovině 19. století poslanec Českého zemského sněmu a Říšské rady.

## Biografie
Profesí byl podnikatel v textilním průmyslu. Byl ředitelem firmy Franz Suida & Söhne. Továrna sídlila v Dědově.
Po obnovení ústavního života v Rakouském císařství počátkem 60. let 19. století se zapojil i do zemské a celostátní politiky. V zemských volbách v Čechách v roce 1861 byl zvolen v kurii venkovských obcí (volební obvod Broumov – Police) do Českého zemského sněmu jako nezávislý německý kandidát. Do sněmu se pak vrátil až ve volbách roku 1872, nyní za kurii obchodních a živnostenských komor (obvod Liberec).
V téže době také zasedal v Říšské radě (celostátní zákonodárný sbor), kam ho vyslal zemský sněm roku 1861 (tehdy ještě Říšská rada nevolena přímo, ale tvořena delegáty jednotlivých zemských sněmů). Opětovně se do vídeňského parlamentu dostal v prvních přímých volbách roku 1873 za kurii obchodních a živnostenských komor. Rezignaci na mandát oznámil na schůzi 19. října 1876. Politicky patřil k německému liberálnímu táboru (takzvaná Ústavní strana). Po volbách v roce 1873 se uvádí coby jeden z 67 členů staroliberálního Klubu levice, vedeného Eduardem Herbstem.
Jeho syn Jaroslav Suida působil jako podnikatel, starosta Broumova a krátce i poslanec zemského sněmu.